# Tomáš Tomášek
Tomáš Tomášek (5. září 1947 Praha – 4. srpna 2022 Praha) byl český básník a překladatel.

## Život
Vyučil se truhlářem. Vystřídal více povolání, byl např. signalistou na železnici, čističem odpadních vod a v první polovině 90. let 20. století správcem budov a hřbitovů, kdy se podílel na renovaci Vysoké synagogy, Staronové synagogy i Obřadní síně na Novém židovském hřbitovu. Též překládal z hebrejštiny. V roce 1979 podepsal Chartu 77.
Pohřben je na Novém židovském hřbitově v Praze.

## Dílo
Knižně vydal pět básnických souborů. První z nich (Sedimenty Magmatity) publikoval v roce 2016. S Helenou Přívorovou se podílel na překladu talmudského traktátu Pirke Avot (Výroky otců), který vyšel v roce 1985 v samizdatové edici Alef.

### Knižní vydání
- Sedimenty Magmatity, Praha: Triáda 2016. 84 s. ISBN 978-80-7474-175-3
- Vědra, Pardubice: Vespero, s.r.o. 2020. 92 s. ISBN 978-80-88232-11-7
- Bastiony Kasematy, Praha: Triáda, 2021. 73 s. ISBN 978-80-7474-372-6
- Hládkov, Praha: Triáda, 2022. 118 s. ISBN 978-80-7474-403-7
- Ahava, Praha: Triáda, 2024. 108 s. ISBN 978-80-7474-450-1